# Квинт Атрий Клоний
Квинт Атрий Клоний (на латински: Quintus Atrius Clonius, на гръцки: Κοιντοι Ατριου Κλονιου) е римски управител на провинция Тракия (legatus Augusti pro praetore Thraciae) по времето на августите Септимий Север, Гета и Каракала от 210 и 213 г. Произхожда от знатния римски род Атрии.
При управлението му в провинцията присъства цензор, които коригира административни територии на села северно от Филипопол (дн. Пловдив). Името му се среща и в надпис от Филипопол след изтичане на мандата му (213 – 217 г.). По-късно при август Александър Север е управител на Тараконска Испания между 222 и 235 г.